# Gerhard von Oßweiler
Gerhard von Oßweiler (* vor 1306; † 1346) war ein Ritter und Ortsherr auf der Burg in Wedersweiler, einem um 1400 aufgegebenen Weiler auf dem heutigen Stadtgebiet von Rauenberg im Rhein-Neckar-Kreis in Baden-Württemberg. Der bereits für das 10. Jahrhundert nachgewiesene Ort lag westlich des Angelbachs.

## Leben
Gerhard von Oßweiler stammte aus einer niederadeligen Familie, die ihren Stammsitz im Dorf Oßweil hatte und sich seit dem 12. Jahrhundert in mehrere Linien aufspaltete. Gerhard entstammte dem Zweig der Herren von Oßweil-Owen, der sich seit der Mitte des 13. Jahrhunderts nur noch von Oßweil nannte. In den Urkunden erscheint Gerhard von Oßweiler in folgenden Schreibweisen: „Gerhart von Ozwile“ (1306), „de Oswilre“ (1315), „von Oiswil“ (1317), „von Oszwil“ (1330), „von Oßwilr“ (1346) und von „Oszwilre“ (1346).
Bei der ersten urkundlichen Erwähnung von Gerhard von Oßweiler im Jahre 1306 wurde Gerhard als Zeuge bei einem Verkauf eines Hofes durch Gertrud von Gemmingen und ihre Kinder in Diedelsheim angeführt. Gerhard von Oßweiler besaß ein Gut in Zaisenhausen, wie aus einer Urkunde aus dem Jahr 1346 hervorgeht. In dieser Urkunde wird auch seine Tochter Agnes, die Witwe des Konrad von Dalheim, genannt. In Nußloch besaß Gerhard ebenfalls einen Hof, dessen eine Hälfte seine jüngste Tochter Mechtild und die andere Hälfte seine Frau nach seinem Tod im Jahr 1346 erbten.
1317 ist Gerhard von Oßweiler als Besitzer der Ortsherrschaft von Wedersweiler („Widerswilre“) bezeugt, die er vermutlich von der Niederadelsfamilie von Wider gekauft hatte. Eine Pfarrei mit einem Pfarrgut wird 1346 erstmals überliefert; man kann davon ausgehen, dass Gerhard von Oßweiler das Kirchenpatronat ausübte.
Am 17. März 1317 erwarb Gerhard von Oßweiler durch Kauf auch die Ortsherrschaft von Ober- und Niedermühlbach, heute Mühlbach bei Eppingen, vom Wilhelmitenkloster Marienthal, das in Mühlbach ein Priorat besaß.
Durch eine Urkunde vom 2. Juni 1330 wurde Gerhard von Oßweiler Lehnsherr der Burg Huchelheim, da die unverheiratete Erbin des Dieter von Brettach, dessen Tochter Adelheid, nicht lehensberechtigt war. Vermutlich war Adelheid von Brettach mit Gerhard von Oßweiler verwandt.
Bei seinem Tod im Jahr 1346 hinterließ Gerhard von Oßweiler eine namentlich nicht überlieferte Ehefrau und drei Töchter: Adelheid, Agnes und Mechthild. Adelheid war mit dem Ritter Wilhelm von Bensheim verheiratet, Agnes war die Witwe des Ritters Konrad von Dalheim und Mechthild war noch unverheiratet.